# Grand Prix 1938
Grand Prix-säsongen 1938 kördes Europamästerskapet för Grand Prix-förare för sjätte gången. Europamästare blev Rudolf Caracciola för Mercedes-Benz.

## Slutställning EM
| Placering | Förare                  | Poäng |
| --------- | ----------------------- | ----- |
| 1         | Rudolf Caracciola       | 8     |
| 2         | Manfred von Brauchitsch | 15    |
| 3         | Hermann Lang            | 17    |
| 4         | Richard Seaman          | 18    |
| 5         | Tazio Nuvolari          | 20    |
| =         | Hans Stuck              | 20    |
| =         | Hermann Paul Müller     | 20    |

## Grand Prix i EM
| Grand Prix            | Bana        | Vinnande förare         | Vinnande tillverkare |
| --------------------- | ----------- | ----------------------- | -------------------- |
| Frankrikes Grand Prix | Reims       | Manfred von Brauchitsch | Mercedes-Benz        |
| Tysklands Grand Prix  | Nürburgring | Richard Seaman          | Mercedes-Benz        |
| Schweiz Grand Prix    | Bremgarten  | Rudolf Caracciola       | Mercedes-Benz        |
| Italiens Grand Prix   | Monza       | Tazio Nuvolari          | Auto Union           |

## Grand Prix utanför mästerskapet
| Grand Prix                | Bana                 | Vinnande förare       | Vinnande tillverkare |
| ------------------------- | -------------------- | --------------------- | -------------------- |
| Paus Grand Prix           | Circuit de Pau-Ville | René Dreyfus          | Delahaye             |
| Campbell Trophy           | Brooklands           | Prince Bira           | ERA                  |
| Cork Grand Prix           | Carrigrohane         | René Dreyfus          | Delahaye             |
| Tripolis Grand Prix       | Mellaha              | Hermann Lang          | Mercedes-Benz        |
| Gávea Nacional Circuit    | Gávea                | Arthur Nascimento Jr  | Alfa Romeo           |
| Frontières Grand Prix     | Chimay               | Maurice Trintignant   | Bugatti              |
| Rio de Janeiro Grand Prix | Gávea                | Carlo Maria Pintacuda | Alfa Romeo           |
| Coppa Ciano               | Livorno              | Hermann Lang          | Mercedes-Benz        |
| Coppa Acerbo              | Pescara              | Rudolf Caracciola     | Mercedes-Benz        |
| Junior Car Club 200 miles | Brooklands           | Johnny Wakefield      | ERA                  |
| Mountain Championship     | Brooklands           | Raymond Mays          | ERA                  |
| Doningtons Grand Prix     | Donington Park       | Tazio Nuvolari        | Auto Union           |